# Ennemis intérieurs
Cet article possède des paronymes, voir L'Ennemi intérieur et L’Ennemi de l’intérieur.
Pour plus de détails, voir Fiche technique et Distribution.
Ennemis intérieurs est un court métrage français réalisé par Sélim Azzazi, sorti en 2016.

## Synopsis
Années 1990. Un Algérien, né en Algérie française, vient déposer une demande de naturalisation. Son interrogatoire par un inspecteur, lui-aussi d'origine algérienne, va bientôt ressembler à un duel entre deux visions de la nation.

## Fiche technique
- Titre original : Ennemis intérieurs
- Réalisation : Sélim Azzazi
- Scénario : Sélim Azzazi
- Décors : Françoise Arnaud
- Costumes : Émily Cauwet-Lafont
- Photographie : Frédéric Serve
- Son : Pascal Jacquet
- Monteur son : Sélim Azzazi
- Montage : Anita Roth, Charlotte Soyez
- Musique : Sélim Azzazi
- Production : Benjamin de Lajarte, Sélim Azzazi, Frédéric Serve
- Société de production : Qualia Films
- Société de distribution : Qualia Films
- Pays de production :  France
- Langue originale : français
- Format : couleur — 2,35:1 - Son Dolby 5.1
- Genre : drame
- Durée : 27 minutes
- Dates de sortie : France : 5 février 2016

## Distribution
- Hassam Ghancy : Le demandeur de nationalité française
- Najib Oudghiri : L'interrogateur
- Stéphane Perrichon : Le gardien de la paix
- Nasser Azazi : Le père
- Amine Brossier : Le fils
- Nicolas Pouillot : un policier dans le couloir
- Franck Gonzales : un policier dans le couloir

## Distinctions

### Nominations
- Oscar 2017 : Oscar du meilleur court métrage en prises de vues réelles